# Pacificul de Sud

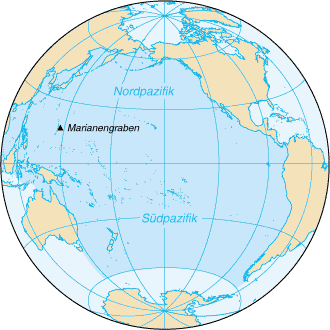
Pacificul de Sud

Pacificul de Sud este o denumire generică, care definește regiunea de la sud de ecuator a Oceanului Pacific. Această zonă geografică care nu este precis delimitată cuprinde: Polinezia, Melanezia, Micronezia, Insulele Pitcairn, Insula Paștelui, Insulele Juan Fernández, Insulele Solomon și coasta de vest a Americii de Sud.